# Ōtsuki Hibiki
Ōtsuki Hibiki (大槻 ひびき (Đại-Quy Hưởng) 21 tháng 2 năm 1988 –) là nữ diễn viên phim khiêu dâm và là ca sĩ thần tượng người Nhật Bản. Hoạt động từ năm 2008, Otsuki đã trở thành một trong những nghệ sĩ nổi tiếng và thành công nhất của ngành công nghiệp phim khiêu dâm với hơn 1700 phim được ra mắt.
Tháng 8 năm 2016, cùng với Yui Hatano và Ruka Kanae, cô trở thành thành viên của T ♡ Project.

## Sự nghiệp
2008
Ra mắt ngành phim khiêu dâm.
2011
Trở thành thành viên thế hệ thứ 3 của "OFA☆21".
2012
Trở thành thành viên "Nhóm thần tượng quốc gia SOD".
2013
Vào tháng 3, cô nhận giải Tokyo Sports tại Giải thưởng truyền hình phim khiêu dâm Sky PerfecTV! 2013 và giải Nữ diễn viên xuất sắc nhất tại Giải Phim hồng lần thứ 25.
2014
Vào tháng 7, cô đã tham gia cuộc thi độ nổi tiếng của các nữ diễn viên để được chọn làm nhân vật trong trò chơi Ryū ga Gotoku của Sega.
Vào ngày 24/8, kết quả được công bố. Cô đã xếp thứ 4 với 112.666 phiếu, giúp cô có được một vai trong Ryū ga Gotoku 0: Chikai no Basho.
2016
Vào ngày 4/5, cô nhận giải Nữ diễn viên xuất sắc nhất tại Giải thưởng phim người lớn DMM.R18 2016.
Vào ngày 8/5, cô đã hoàn thành chạy một chặng marathon cho "Dự án Full Marathon Ōtsuki Hibiki×KMP". Thời gian chạy là 14 giờ 20 phút 52 giây và số phương tiện dự án quay lại được là 540.
Vào ngày 4/7, cô được chỉ định làm campaign girl cho Event cùng với Mikami Yua.
Vào tháng 8, nhóm thần tượng chuyên về các bài anime & vocaloid "T♡Project" (viết tắt là "T-Pro") của cô được thành lập.
Vào tháng 10, cô xuất hiện cùng "T♡Project": tại sự kiện "LADY MADONNA〜All you need is sexy idol〜".
2017
Cô cùng Kamisaki Shiori và Sonoda Mion được chỉ định làm nữ diễn viên đại diện hình ảnh cho Lễ hội tạ ơn người hâm mộ phim khiêu dâm Japan Adult Expo 2017 tổ chức vào ngày 16 và 17/11.
2018
Vào tháng 10, cô gặp phải một sự cố tại Ōsaka trong đó một yopparai (người say xỉn) đã ném một chai thủy tinh bị vỡ vào cô khiến cô bị thương.
2019
Vào tháng 10, cô được đề cử cho GeoTV×Men's Cyzo ADULT AWARD 2019 trong hạng mục Nữ hoàng giáng trần. Tên thứ hai được đặt cho cô là "Nước tình yêu kì diệu". Vào tháng 12, cô đã nhận giải Grand Prix trong cùng hạng mục. Cô cũng đã nhận giải Nữ diễn viên xuất sắc nhất tại lễ trao giải tổ chức vào ngày 10/1 năm sau.
2020
Triển lãm ảnh Hibihata kỉ niệm 10 năm ra mắt ngành của cô với kinh phí từ gọi vốn cộng đồng trên "Hitotsunagi" đã được tổ chức từ ngày 15/9 đến 20/9 (tại Ōsaka) và 4 đến 13/10 (tại Tokyo).
Vào ngày 9/10, cô đã xếp thứ nhất trong "Cuộc khảo sát nữ diễn viên khiêu dâm với giọng gợi cảm" của GeoTV.
2021
Vào ngày 8/7, cô cùng nhóm T♡Project lần đầu xuất hiện sau 3 năm tại sự kiện trực tiếp "LADY MADONNNA Vol.13" được tổ chức tại Aoyama RizM ở Tokyo. Tháng 8 cùng năm, cô xếp thứ 26 trong "Bảng xếp hạng FLASH 2021 diễn viên nữ gợi cảm chọn bởi 300 độc giả".
Vào tháng 9, cô được chỉ định làm campaign girl cho chiến dịch Triple HAPPY 2021 của FANZA.
Vào tháng 11, cô đã mở phòng của Hibiyan (ひびやん) trên Fantia.
2022
Vào ngày 10/5, buổi diễn độc tấu đầu tiên của cô được tổ chức. Vào ngày 2/9, cô được chỉ định làm campaign girl cho "Chiến dịch Triple HAPPY 2022" của HHH Group.
Tháng 5/2023, cô xếp thứ 23 trong cuộc "bầu cử nữ diễn viên khiêu dâm SEXY năng động năm 2023" của Asahi Geinō.

## Đời tư
Cô là người thích đối mặt với nghịch cảnh và hoạt động chăm chỉ trong các câu lạc bộ. Cô cũng có lưỡi rất dài.
Lần đầu cô quan hệ tình dục là vào năm ba cấp hai. Bạn tình là một người đàn ông 40 tuổi.
Cô có phức cảm về bộ mông lớn của mình. Cô đã tự nói rằng mình khó tiếp nhận công nghệ, và không giỏi dùng máy tính, kết nối TV hay các ứng dụng trên điện thoại.
Sở thích của cô là trượt ván trên tuyết, mua sắm, ngủ ngày, trượt ván và bơi lội.
Kĩ năng đặc biệt của cô là trượt ván trên tuyết, bơi lội và chơi dương cầm.
Trong một cuộc phỏng vấn với DX Beppin R, cô đã nói rằng "Nhiều lúc tôi đã nhìn người hâm mộ một cách gợi dục", và khi diễn với Moribayashi Genjin cho loạt phim "Lời mời dương vật" (男根の誘い) của Tameike Gorō cô nói rằng mình đã nhập tâm vào vai diễn bằng cách tưởng tượng "Điều gì sẽ xảy ra nếu tôi bị người hâm mộ tiếp cận với dương vật lớn".
Khi còn nhỏ, cô đã theo học các lớp học bơi và chơi dương cầm, và đã tham gia các câu lạc bộ xe đạp một bánh, bóng ném và thủ công khi học tiểu học. Khi cô học cấp hai, cô đã chơi cho một ban nhạc kèn đồng.
Tuýp người yêu thích của cô là "người sờ vào ngực tôi mỗi ngày bằng cả tâm huyết".
Xe yêu thích của cô là Honda CT125 Hunter Cub.
Cô đã nhập học trường đào tạo lái xe để lấy bằng xe máy thông thường, và đã gặp nhiều khó khăn trong quá trình học tuy nhiên cuối cùng đã vượt qua bài sát hạch. (Ngoài ra, cô đã có giấy phép lái xe trước đó)
Cô là bạn thân với đồng nghiệp Hatano Yui kể cả khi làm việc lẫn ngoài đời trong hơn 10 năm, kể từ khi họ cùng xuất hiện tại một sự kiện ở Đài Loan năm 2011, và họ vẫn giữ liên lạc với nhau mỗi ngày. Ngoài ra, họ có cùng suy nghĩ tích cực và nói chuyện hợp nhau nên thường đi chơi với nhau ngoài đời, và thường diễn chung trong phim của nhau.
Trong phim "Nhật kí huấn luyện của nam diễn viên Sakurai Chintaro" (男優桜井ちんたろうの調教日記) phát hành văn 2010, cô đã diễn cảnh xuất tinh và đã trở nên nổi tiếng vì nó.

## Giải thưởng
| Năm  | Ceremony                  | Giải                                           | Công việc                    | Người đồng chiến thắng |
| ---- | ------------------------- | ---------------------------------------------- | ---------------------------- | ---------------------- |
| 2013 | Adult Broadcasting Awards | Tokyo Sports Award                             | —                            | —                      |
| 2013 | Pink Film Award           | Nữ diễn viên chính xuất sắc nhất: Vị trí thứ 4 | Onedari kyôen: Shikijô yûrei | —                      |
| 2014 | Pink Film Award           | Nữ diễn viên chính xuất sắc nhất               | In dream: Madoromu hakui     | —                      |
| 2016 | DMM.R18 Adult Award       | Nữ diễn viên chính xuất sắc nhất               | —                            | —                      |